# 4th Infantry Division (United States Army)
La 4th Infantry Division (4ª Divisione di fanteria) è una divisione di fanteria meccanizzata dell'esercito degli Stati Uniti con base a Fort Carson in Colorado. È considerata una delle divisioni tecnicamente più avanzate dell'U.S Army.
La divisione, inoltre, detiene due soprannomi; il primo Ivy, gioco di parole che sta a significare in numeri romani IV e anche edera in inglese, e ne simboleggia la tenacia e la fedeltà, che sono le basi per questa divisione, che trae il suo motto dalle parole: "Steadfast and Loyal" (costanti e leali). Il secondo soprannome, "Iron Horse" è stato recentemente affibbiato per rimarcare la rapidità e la potenza della divisione.

## Storia

### Prima guerra mondiale
La 4th Infantry Division venne formata a Camp Greene, Carolina del Nord, il 10 dicembre 1917 sotto il comando del generale George H. Cameron. Fu lì che la divisione riconobbe il proprio distintivo: quattro foglie di edera dorate. La divisione venne organizzata il 6 aprile 1917, dopo che la nazione entrò in guerra al fianco degli inglesi e dei francesi durante la prima guerra mondiale. Attualmente la divisione conta 32.000 soldati.

### L'offensiva di St. Mihiel
Durante la campagna di St. Mihiel, la divisione si mosse lungo l'area a sud di Verdun. Il generale Pershing, comandante del American Expeditionary Forces (AEF) aveva ottenuto delle truppe francesi e britanniche, che avrebbero combattuto assieme alle sue truppe. La prima missione affidata al AEF fu vicino alla città di St. Mihiel, ritenuta sede di numerosi insediamenti nemici. La 4th Infantry Division, assegnata sotto il comando del V Corps, attaccò dal lato ovest dell'obbiettivo. Il piano affidato al V Corps era quello di spingere le truppe nemiche verso sud-est e d'incontrare il IV Corps il cui intento era quello di respingere le truppe nemiche a nord-ovest, in modo da intrappolare i tedeschi nella zona di St. Mihiel.
Il 59th Infantry Regiment occupò un'area precedentemente insediata dalle truppe francesi, distribuita lungo un fronte di 9 km. Il 12 settembre, vennero inviate nella zona le prime pattuglie della 59ª. Il 14 settembre il 4th Division attaccò assieme all'8th Brigade, la città di Manheuelles, conquistandola. L'esercito statunitense vinse su tutti i fronti, pressando le truppe tedesche nella città di St. Mihiel, accerchiandola.

## Organizzazione
- Division Headquarters & Headquarters Battalion
  -  Headquarters & Support Company
  -  Operations Company
  -  Intelligence & Sustainment Company
  -  Signal Company
  - 4th Infantry Division Band
- 1st Stryker Brigade Combat Team
  -  Headquarters & Headquarters Company
  -  4th Battalion, 9th Infantry Regiment
    -  Headquarters & Headquarters Company
    -  Company A
    -  Company B
    -  Company C

  -  2nd Battalion, 23rd Infantry Regiment
    -  Headquarters & Headquarters Company
    -  Company A
    -  Company B
    -  Company C

  -  1st Battalion, 38th Infantry Regiment
    -  Headquarters & Headquarters Company
    -  Company A
    -  Company B
    -  Company C

  -  2nd Squadron, 1st Cavalry Regiment
    -  Headquarters & Headquarters Troop
    -  Troop A
    -  Troop B
    -  Troop C
    -  Troop D (Anti-Tank)

  -  2nd Battalion, 12th Field Artillery Regiment
    -  Headquarters & Headquarters Battery
    -  Battery A
    -  Battery B
    -  Battery C

  -  299th Brigade Engineer Battalion
    -  Headquarters & Headquarters Company
    -  Company A (Combat Engineer)
    -  Company B (Combat Engineer)
    -  Company C (Signal Network Support)
    -  Company D (-) (Military Intelligence)
      - TUAS Platoon - Equipaggiato con 4 RQ-7B Shadow

  - 4th Brigade Support Battalion
    -  Headquarters & Headquarters Company
    -  Company A (DISTRO)
    -  Company B (Maint)
    -  Company C (MED)
    -  Company D (Forward Support), aggregata al 2nd Squadron, 1st Cavalry Regiment
    -  Company E (Forward Support), aggregata al 299th Brigade Engineer Battalion
    -  Company F (Forward Support), aggregata al 2nd Battalion, 12th Field Artillery Regiment
    -  Company G (Forward Support), aggregata al 4th Battalion, 9th Infantry Regiment
    -  Company H (Forward Support), aggregata al 2nd Battalion, 23rd Infantry Regiment
    -  Company J (Forward Support), aggregata al 1st Battalion, 38th Infantry Regiment
- 2nd Stryker Brigade Combat Team
  -  Headquarters & Headquarters Company
  -  1st Battalion, 12th Infantry Regiment - Red Warriors
    -  Headquarters & Headquarters Company
    -  Company A
    -  Company B
    -  Company C

  -  2nd Battalion, 12th Infantry Regiment - Lethal Warriors
    -  Headquarters & Headquarters Company
    -  Company A
    -  Company B
    -  Company C

  -  1st Battalion, 41st Infantry Regiment - Straight & Stalwart
    -  Headquarters & Headquarters Company
    -  Company A
    -  Company B
    -  Company C

  -  3rd Squadron, 61st Cavalry Regiment
    -  Headquarters & Headquarters Troop
    -  Troop A
    -  Troop B
    -  Troop C
    -  Troop D (Anti-Tank)

  -  2nd Battalion, 77th Field Artillery Regiment
    -  Headquarters & Headquarters Battery
    -  Battery A
    -  Battery B
    -  Battery C

  -  52nd Brigade Engineer Battalion
    -  Headquarters & Headquarters Company
    -  Company A (Combat Engineer)
    -  Company B (Combat Engineer)
    -  Company C (Signal Network Support)
    -  Company D (-) (Military Intelligence)
      - TUAS Platoon - Equipaggiato con 4 RQ-7B Shadow

  - 704th Brigade Support Battalion
    -  Headquarters & Headquarters Company
    -  Company A (DISTRO)
    -  Company B (Maint)
    -  Company C (MED)
    -  Company D (Forward Support), aggregata al 3rd Squadron, 61st Cavalry Regiment
    -  Company E (Forward Support), aggregata al 52nd Brigade Engineer Battalion
    -  Company F (Forward Support), aggregata al 2nd Battalion, 77th Field Artillery Regiment
    -  Company G (Forward Support), aggregata al 1st Battalion, 12th Infantry Regiment
    -  Company H (Forward Support), aggregata al 2nd Battalion, 12th Infantry Regiment
    -  Company J (Forward Support), aggregata al 1st Battalion, 41st Infantry Regiment
- 3rd Armored Brigade Combat Team - "Iron Brigade"
  -  Headquarters & Headquarters Company
  -  1st Combined Arms Battalion, 66th Armor Regiment
    -  Headquarters & Headquarters Company
    -  Company A (Armor)
    -  Company B (Armor)
    -  Company C (Mech Infantry)

  -  1st Combined Arms Battalion, 68th Armor Regiment
    -  Headquarters & Headquarters Company
    -  Company A (Armor)
    -  Company B (Armor)
    -  Company C (Mech Infantry)

  -  1st Combined Arms Battalion, 8th Infantry Regiment
    -  Headquarters & Headquarters Company
    -  Company A (Mech Infantry)
    -  Company B (Mech Infantry)
    -  Company C (Armor)

  -  4th Squadron, 10th Cavalry Regiment
    -  Headquarters & Headquarters Troop
    -  Troop A
    -  Troop B
    -  Troop C
    -  Troop D (Armor)

  -  3rd Battalion, 29th Field Artillery Regiment
    -  Headquarters & Headquarters Battery
    -  Battery A (Paladin)
    -  Battery B (Paladin)
    -  Battery C (Paladin)

  - 588th Brigade Engineer Battalion
    -  Headquarters & Headquarters Company
    -  Company A (Combat Engineer)
    -  Company B (Combat Engineer)
    -  Company C (Signal Network Support)
    -  Company D (-) (Military Intelligence)
      - TUAS Platoon - Equipaggiato con 4 RQ-7B Shadow

  - 64th Brigade Support Battalion
    -  Headquarters & Headquarters Company
    -  Company A (DISTRO)
    -  Company B (Maint)
    -  Company C (MED)
    -  Company D (Forward Support), aggregata al 4th Squadron, 10th Cavalry Regiment
    -  Company E (Forward Support), aggregata al 588th Brigade Engineer Battalion
    -  Company F (Forward Support), aggregata al 3rd Battalion, 29th Field Artillery Regiment
    -  Company G (Forward Support), aggregata al 1st Combined Arms Battalion, 66th Armor Regiment
    -  Company H (Forward Support), aggregata al 1st Combined Arms Battalion, 68th Armor Regiment
    -  Company J (Forward Support), aggregata al 1st Combined Arms Battalion, 8th Infantry Regiment
- Combat Aviation Brigade - "Iron Eagle"
  -  Headquarters & Headquarters Company
  -  4th Attack Reconnaissance Battalion, 4th Aviation Regiment
    -  Headquarters & Headquarters Company
    -  Company A (Attack/Recon) - Equipaggiata con 8 AH-64D
    -  Company B (Attack/Recon) - Equipaggiata con 8 AH-64D
    -  Company C (Attack/Recon) - Equipaggiata con 8 AH-64D
    -  Company D (AVUM)
    -  Company E (Forward Support)

  -  2nd General Support Battalion, 4th Aviation Regiment
    -  Headquarters & Headquarters Company
    -  Company A (Command) - Equipaggiata con 8 UH-60M
    -  Company B (Heavy Lift) - Equipaggiata con 12 CH-47H
    -  Company C (MEDEVAC) - Equipaggiata con 15 HH-60M
    -  Company D (AVUM)
    -  Company E (Forward Support)
    -  Company F (ATS)

  -  3rd Assault Helicopter Battalion, 4th Aviation Regiment
    -  Headquarters & Headquarters Company
    -  Company A (Assault) - Equipaggiata con 10 UH-60M
    -  Company B (Assault) - Equipaggiata con 10 UH-60M
    -  Company C (Assault) - Equipaggiata con 10 UH-60M
    -  Company D (AVUM)
    -  Company E (Forward Support)

  -  6th Heavy Attack Reconnaissance Squadron, 17th Cavalry Regiment
    -  Headquarters & Headquarters Troop
    -  Troop A (Attack/Recon) - Equipaggiata con 8 AH-64D e 4 RQ-7B Shadow
    -  Troop B (Attack/Recon) - Equipaggiata con 8 AH-64D e 4 RQ-7B Shadow
    -  Troop C (Attack/Recon) - Equipaggiata con 8 AH-64D e 4 RQ-7B Shadow
    -  Troop D (AVUM)
    -  Troop E (Forward Support)

  -  Company F, 4th Aviation Regiment - Equipaggiata con 12 MQ-1C Gray Eagle
  -  404th Aviation Support Battalion
    -  Headquarters & Headquarters Company
    -  Company A (DISTRO)
    -  Company B (AVIM)
    -  Company C (Signal Network)
- Field Artillery Brigade
  -  Headquarters & Headquarters Battery, Division Artillery
- Sustainment Brigade
  -  Headquarters & Headquarters Company
  -  4th Special Troops Battalion
    -  Headquarters & Headquarters Company
    -  534th Signal Company
    - 230th Financial Management Support Unit
    - 22nd Human Resources Unit
    - 152nd Movement Control Team
    - 573rd Movement Control Team

  -  68th Combat Sustainment Support Battalion
    - Headquarters & Headquarters Company
    -  183rd Maintenance Company
    -  247th Quartermaster (Composite Supply) Company
    -  59th Quartermaster Company
    -  60th Ordnance Company
    -  32nd Transportation Company (Composite Truck)